# Koraliki Kiffa

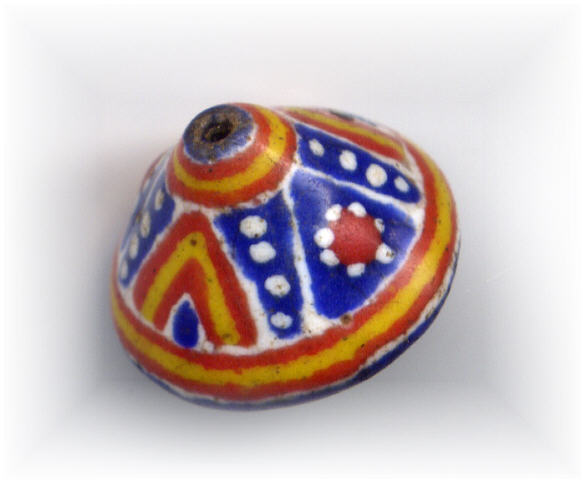
Koralik Kiffa, stożek

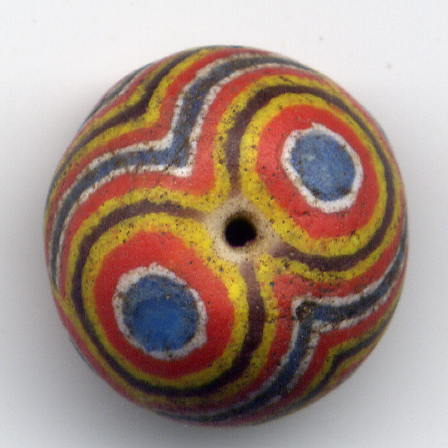
Koralik Kiffa, kula

Koraliki Kiffa – szklane koraliki, których nazwa pochodzi od mauretańskiego miasta Kifa. Po raz pierwszy zostały opisane w 1949 roku przez francuskiego etnologa Raymonda Mauny’ego.

## Historia
Tworzenie koralików Kiffa wymaga dużych umiejętności artystycznych i pomysłowości, ponieważ powstają z dostępnych materiałów i prostych narzędzi takich jak: sproszkowane europejskie szklane koraliki lub ich fragmenty, szklane butelki, odłamki ceramiki, puszki, gałązki, stalowe igły, niekiedy guma arabska. Po uformowaniu są one wypalane. Termin koralik Kiffa został nadany w latach 80. XX wieku przez kolekcjonerów ze Stanów Zjednoczonych i pochodzi od jednego ze starych ośrodków produkcji koralików w Mauretanii. Po raz pierwszy opisał je francuski etnolog Raymond Mauny w 1949 roku.
Koraliki ze szkła proszkowego mogły być wytwarzane w Afryce Zachodniej już kilkaset lat temu, a w Mauretanii od 1200 roku. Nie ma jednak dowodów archeologicznych potwierdzających, te przypuszczenia.
W II połowie XX wieku z powodu suszy, a co za tym idzie głodu wiele rodzin porzuciło koczowniczy tryb życia. Spadło zainteresowanie koralikami. W latach 70. XX wieku ostatni żyjący ich wytwórcy nie znaleźli uczniów, aby przekazać swoje umiejętności. Dodatkowo w latach 80. XX wieku zapotrzebowanie na koraliki w Mauretanii zniknęło, co spowodowało wyginięcie tradycji wytwarzania koralików Kiffa. Tymczasem w Stanach Zjednoczonych pojawiła się grupa kolekcjonerów, a opublikowane prace spowodowały wzrost zainteresowania. Dlatego na początku lat 90. XX wieku wrócono do wytwarzania koralików.

## Produkcja

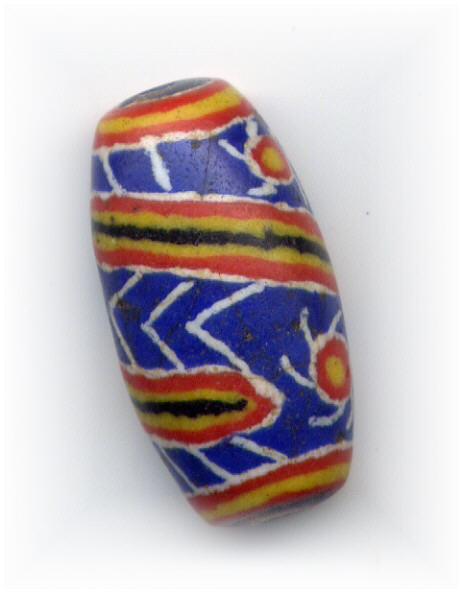
Koralik Kiffa, cylinder

Szkło pokruszone na proszek jest mieszane ze spoiwem, takim jak ślina lub guma arabska rozpuszczona w wodzie. Dekoracje na nich wykonuje się z przygotowanej masy szklanej, tj. pokruszonego szkła zmieszanego ze spoiwem przez nakładanie jej ostrym narzędziem, zwykle stalową igłą. Koraliki są umieszczane w małych pojemnikach, często puszkach po sardynkach i podgrzewane w celu stopienia szkła na otwartym ogniu bez formy.

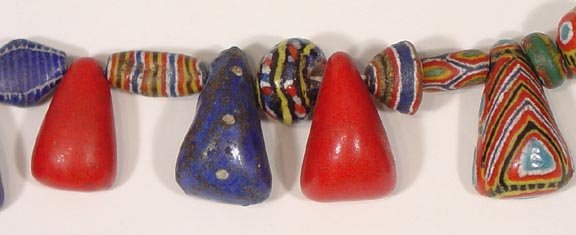
Sznurek koralików Kiffa

Koraliki Kiffa mają różne kształty: trójkąta, rombu, cygara lub kuli. Symboliczne znaczenie mają również kolory: niebieski (błogosławieństwo nieba), biały (dziewictwo), żółty (jak termitów – życzliwość) itd. Dodatkowe znaczenie zyskiwały kolory w połączeniu z formami geometrycznymi: koło w kolorze jasnoniebieskim – wszechświat, koło w kolorze czerwonym – miłość, a żółte – słońce, zygzak symbolizuje wodę, a trójkąt namioty. Uważa się, że każda rodzina wytwarzająca koraliki miała swój odrębny styl, ponieważ pełniły one rolę amuletu.

## Użytkowanie

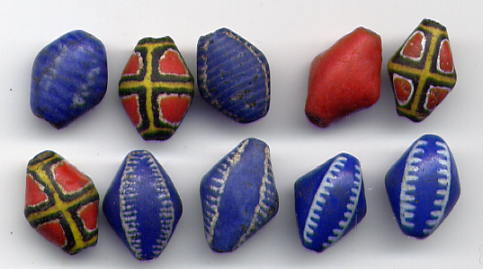
Koraliki Kiffa w kształcie rombu

Z koralików tradycyjnie robiono bransoletki, przyszywano je do skórzanych pasków i tworzono tradycyjne zestawy. Uważa się, że ich wzory chronią i zwiększają płodność właścicieli. Trójkątne i okrągłe były noszone jako ozdoby do włosów, a tradycyjne zestawy mogły składać się z dwóch zestawów po trzy trójkąty, jeden niebieski, jeden czerwony i jeden wielokolorowy, noszone na wysokości skroni. Małych okrągłych lub spłaszczonych koralików używano jako ozdoby do włosów lub wykonywano z nich naszyjniki w różnych kombinacjach z innymi szklanymi lub kamiennymi koralikami, które powstawały przez ozdobienie czerwonego, niebieskiego lub białego wstępnie uformowanego szklanego „rdzenia”. Dekoracje ze szlamu szklanego, które były nakładane na koraliki z XIX wieku, prawdopodobnie były pochodzenia czeskiego. Mniejsze, o kształcie cygara lub cylindryczne koraliki często powstawały z dwóch lub nawet trzech formowanych kulek. Dlatego są delikatne i łatwo się rozpadają.

## Współczesne koraliki

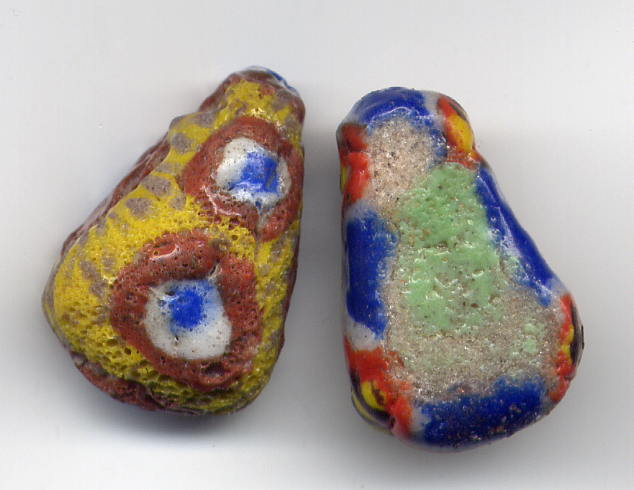
Koraliki Kiffa, współczesne

W latach 80. XX wieku zapotrzebowanie na koraliki w Mauretanii zniknęło, co spowodowało wyginięcie tradycji wytwarzania koralików. Tymczasem w Stanach Zjednoczonych pojawiła się grupa kolekcjonerów, datego na początku lat 90. XX wieku powstały grupy kobiet tworzących koraliki przy zastosowaniu tradycyjnych metod. Jednak produkcja nowych koralików nigdy nie osiągnęła tak wysokiego poziomu i jakości, jaki widzimy w starych koralikach. Zachodni artyści próbowali tworzyć własne kompozycje z gliny polimerowej lub lampworkowego szkła, ale żadne z nowoczesnych prac nie dorównuje jakością i pięknem dawnej produkcji. To samo dotyczy nowoczesnych imitacji wykonanych gdzie indziej, na przykład w Indonezji.